# Пасош Чешке
Пасош Чешке је јавна путна исправа која се држављанину Чешке издаје за путовање и боравак у иностранству, као и за повратак у земљу. За време боравка у иностранству, путна исправа служи њеном носиоцу за доказивање идентитета и као доказ о чешком држављанству. 
Чешка је потписница Шенгена, па чешки грађани могу да путују на територији Европске уније само са личном картом.

## Језици
Пасош је исписан чешким језиком а садржи личне информације носиоца.

### Страница са идентификационим подацима
- Слика носиоца пасоша
- Тип („“ за пасош)
- Код државе
- Серијски број пасоша
- Презиме и име носиоца пасоша
- Држављанство
- Датум рођења (ДД. ММ. ГГГГ)
- Пол (M за мушкарце или F за жене)
- Место рођења
- Датум издавања (ДД. ММ. ГГГГ)
- Потпис носиоца пасоша
- Датум истека (ДД. ММ. ГГГГ)
- Орган издавања